# Gigantes (canción)

## Vídeo musical
El 22 de octubre de 2014 se publicó el videoclip oficial, grabado en el Desierto de los Monegros y Barcelona, tras haber sido anunciado por la propia artista en las redes sociales mediante una "cuenta atrás". En el vídeo, dirigido por Paloma Zapata, podemos observar a Lorenzo realizando acrobacias con unas gigantescas telas rojas, para lo cual relató que tomó clases. Durante un tiempo se desarrolla la historia de amor platónico entre Lorenzo y un joven afroamericano, hasta que un inmenso cristal separa el desierto en dos dando lugar a la cuidadosa coreografía final.

## Interpretaciones en vivo

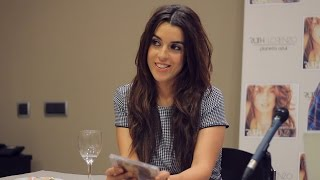
Lorenzo en una firma de discos de su álbum debut.

La cantante murciana interpretó por primera vez el sencillo en vivo durante la gala de los nominados de los Premios 40 Principales en Madrid con una versión en acústico, cuya versión volvió a ser interpretada en el programa de Canal Sur Televisión "MQN". Poco después, en el mismo canal, volvió a interpretar la canción esta vez en su versión original pero acompañada de una niña andaluza, se trataba de un programa solidario para recaudar fondos para UNICEF presentado por Juan y Medio. El día en el que se puso a la venta el disco "Planeta Azul", la cantante interpretó el sencillo en el programa La Mañana de TVE. El 31 de octubre, Lorenzo presentó por primera vez el sencillo con un gran despliegue de, acrobacias y coreografía en el programa de Antena 3, Los viernes al show. Lorenzo volvió a interpretar la versión acústica de la canción en el programa La Tarde de la 2 de TVE. Poco después, volvió a presentar la versión original, coreografía incluida, durante el concierto benéfico "Por Ellas" en el Palacio de Deportes de la Comunidad de Madrid, organizó por Cadena 100. El viernes 21 de noviembre interpretó su sencillo Gigantes en directo en Sálvame Deluxe. En diciembre de 2014, con motivo de la Navidad, Lorenzo interpretó la canción en varias galas de la televisión, fueron en La Noche en Paz de Telecinco y en los especiales de Nochevieja de TVE y Canal Sur.

## Listas
| País   | Lista      | Posición más alta |
| ------ | ---------- | ----------------- |
| España | Promusicae | 6                 |
| España | iTunes     | 2                 |